# Simon Dach
Simon Dach, född 29 juli 1605 i Memel, död 15 april 1659 i Königsberg, var en tysk visdiktare.
Dach blev 1639 professor i poesi vid universitetet i Königsberg. Han grundade tillsammans med konstnärer och poeter som Heinrich Albert och Robert Roberthin ett diktarförbund i Königsberg. Dachs visor är enkla och stämningsfulla och skiljer sig från samtidens ganska komplicerade diktning. Folkvisekaraktär har särskilt den ursprungligen på plattyska författade, av Johann Gottfried Herder till högtyska översatta Anke von Tharau. Dach författade även andliga sånger.